# هيثم دسوقي
هيثم دسوقي (ولد 3 مارس 1986)، تخرج من كلية الهندسة الاتصالات والإلكترونيات جامعة الأزهر.  فاز بالمركز الأول في مسابقة نجوم العلوم الذي ينظمها مركز تلفزيون الشرق الأوسط. أول اختراعاته جهاز لقياس نبض القلب، أما أول أبحاثه فكان عن كيفية استغلال نظرية الدفع الضوئي في الانتقال إلى الفضاء.

## مشروعه
فكرة المشروع كما يصفها صاحبها:
“نرى أشياء كثيرة في كل ما يحيط بنا، مثل المكتب، الملابس، السرير والجدران، أشياء يستعملها الإنسان من آلاف السنين، Vivifi يصنع عالمًا خلفَ عالمنا يسهل علينا حياتَنا، Vivifi هو عبارة عن ملصقات لمس تُثَبَّت تحت أي سطح تُحوِّلُه من الأعلى إلى شاشة لمس. الفكرة أن كل السطوح لها نسبة ناقلية معينة وجسم الإنسان ناقل للشحنات الكهربية، فهذه الحساسات تتأثر بالشحنات الكهربية التي ينتجها الإنسان باللمس وتقوم إثر ذلك بوظيفة معينة. Vivifi هو اختراع عربي سيّغير إن شاء الله وجه العالم كله، ملصقات الـ Vivifi لا تتأثر بالماء وهي صحية وسهلة التركيب”.
وقال أن تطبيقات المشروع كثيرة جدا  من بينها:
“يمكن جعل الجدران ملموسة للتحكم في الإضاءة وفي الحنفية، يمكن أن تكون الكتب ملموسة لتمكين الكفيف من الاستماع إلى الكلام بمجرد لمسه، يمكن جعل قوائم الوجبات في المطاعم ملموسة لطلبها بمجرد الضغط على صورتها، يمكن جعل الملابس ملموسة للتحكم في مختلف الأشياء كتحكم الطبيب في آلة معيَّنَة عن طريق مئزره الطبي عن بعد”.

## تبني فكرته
الفكرة تم تقييمها ومتباعتها من طرف لجنة التحكيم والمصادقة عليها على أنها “تقنية لمس جديدة في العالم بأيدي عربية ماهرة”، لتثبت هذه المسابقة أن للعرب مهارات وقدرات عقلية تنافس العالم بشرقه وغربه بل وحتى تتفوق عليه، عندما تتوفر الرعاية المادية والمعنوية من الجهات المتخصصة، وكلنا ثقة في شبابنا العربي الذي تدفعه الحاجة اليوم أكثر من أي وقت مضى، وكما يقال: “الحاجة أم الاختراع”.